# Titularbistum Photice
Photice (italienisch: Fotice) ist ein Titularbistum der römisch-katholischen Kirche.
Es geht zurück auf ein früheres Bistum der spätantiken Stadt Photike in der römischen Provinz Epirus Vetus bzw. Epirus. Es gehörte der Kirchenprovinz Nicopolis an.
| Titularbischöfe von Photice |                        |                                          |                   |              |
| Nr.                         | Name                   | Amt                                      | von               | bis          |
| 1                           | Joseph-Wilfrid Guy OMI | Apostolischer Vikar von Grouard (Kanada) | 19. Dezember 1929 | 2. Juni 1937 |
| 2                           | Joaquim de Lange CSSp  | Prälat von Tefé (Brasilien)              | 18. April 1952    | 26. Mai 1978 |
| 3                           | Patrick Eluke          | Weihbischof in Port Harcourt (Nigeria)   | 12. Februar 2019  |              |